# Нежнурське сільське поселення
Нежну́рське сільське поселення (рос. Нежнурское сельское поселение) — муніципальне утворення у складі Кілемарського району Марій Ел, Росія. Адміністративний центр — село Нежнур.

## Населення
Населення — 373 особи (2019, 445 у 2010, 486 у 2002).

## Склад
До складу поселення входять такі населені пункти:
| Населений пункт         | Населення, осіб (2002) | Населення, осіб (2010) |
| ----------------------- | ---------------------- | ---------------------- |
| Великий Пінеж, присілок | 62                     | 47                     |
| Малий Пінеж, присілок   | 29                     | 24                     |
| Нежнур, село            | 388                    | 362                    |
| Пісочне, присілок       | 7                      | 12                     |